# Зайцев Сергій Ларіонович
Сергій Іларіонович Зайцев (нар. 13 квітня 1974 року, Запоріжжя, СРСР) — колишній футболіст, нині тренер.

## Ігрова кар'єра
Вихованець футбольної школи запорізького «Металурга». Перший тренер — Володимир Кочегаров. У складі «Металурга» під керівництвом Володимира Кочегарова і Григорія Вуля ставав чемпіоном (1990) та срібним призером (1991) першості СРСР серед юнаків.
1991 року Володимир Миколайович Світличний запросив Зайцева в запорізьке «Торпедо», де він грав під керівництвом Євгена Лемешка. У вищій лізі України дебютував 19 квітня 1992 року в грі проти одеського «Чорноморця», вийшовши на 75-й хвилині на заміну замість Андрія Нікіфорова. Потім кілька років грав у сусідньому «Металурзі», поки Лемешко не забрав його до себе в харківський «Металіст». Далі грав у чемпіонатах Росії, Польщі, Словаччини та Казахстану.

## Тренерська кар'єра
Під час виступів у Казахстані був граючим тренером — помічником В'ячеслава Єремєєва в «Атирау». Після повернення на Україну допомагав Ігорю Хімичу в команді «Рось» (Біла Церква).
У серпні 2010 року увійшов до тренерського штабу запорізького «Металурга». У червні 2011 року в ранзі виконуючого обов'язки головного тренера очолив «козаків». Вивів команду до Прем'єр-ліги, але після закінчення сезону керівники «Металурга» з ним контракт не продовжили. 2012 року був старшим тренером молодіжного складу «Металурга». З січня по травень 2013 року — головний тренер «козаків» в Прем'єр-лізі.
З липня по грудень 2015 року очолював молдовську «Зарю» (Бєльці).
У липні 2016 року був виконувач обов'язків головного тренера львівських «Карпат», після чого продовжив працювати в «Карпатах» на посаді керівника програми розвитку дитячо-юнацького футболу.
У вересні 2017 року став головним тренером «левів».